# JETS – Leben am Limit
JETS – Leben am Limit war eine im Auftrag von ProSieben produzierte und zwischen 1999 und 2001 gesendete Fernsehserie über die Ausbildung und den Einsatz von Jagdfliegern der deutschen Luftwaffe. Sie besteht aus 12 Episoden, von denen zehn dienstags im Abendprogramm 1999 und die zwei letzten Folgen erst zwei Jahre später im Vormittagsprogramm erstmals in Deutschland ausgestrahlt wurden.

## Handlung
Die noch in der Ausbildung befindlichen Piloten Frank Jäger, Robin Amberg, Philipp Klein und Ben Bremer nehmen ihren Dienst bei der Bundesluftwaffe auf. Fortan kämpfen sie in ihren Flugzeugen, noch während ihrer Militärausbildung, unter anderem gegen Naturkatastrophen, Söldner, Waffenhändler und korrupte Offiziere.

## Hintergrund
Gedreht wurde die Serie unter anderem in Fürstenfeldbruck und Memmingen sowie auf Air-Bases in Texas und auf Sardinien. Die Bundeswehr unterstützte die Dreharbeiten der Serie logistisch, steuerte gegen Honorar unter anderem Drehorte und Technik bei. Das Bundesministerium der Verteidigung ließ verlauten, sich durch diese Kooperation „einen Effekt im Rahmen der Öffentlichkeit“ zu erhoffen.
Der Pilotfilm erreichte bei der Erstausstrahlung 3,65 Millionen Zuschauer bei einem Marktanteil von 16,7 Prozent in der werberelevanten Zielgruppe. Nachdem bis zur zehnten Folge die Quoten auf unter zwei Millionen und unter zehn Prozent Marktanteil sanken, wurde die Serie vorzeitig aus dem Programm genommen. Die beiden letzten Episoden wurden erstmals im Rahmen einer Wiederholung der Serie im Jahr 2001 im Vormittagsprogramm ausgestrahlt.

## Kritik
Die Serie erhielt fast durchweg negative Kritiken. Die Berliner Zeitung attestierte dem Hauptdarsteller Elsholz, dass sich sein schauspielerisches Potential „nach wie vor auf das Heben einer Augenbraue“ beschränke. TV Spielfilm bewertete, dass die Serie „hart an der Schmerzgrenze“ sei. Quotenmeter.de urteilte rückblickend, dass es sich um ein "Top Gun für Arme, das eine derbe Bruchlandung erlebte", handele.